# Joseph Wasko
Joseph Wasko (Vineuil-Saint-Firmin, 28 november 1931) is een voormalig Frans wielrenner.

## Belangrijkste overwinningen
1956
- Tour de Champagne

1958
- Ronde van Normandië

1959
- Ronde van de Oise

1961
- GP Fourmies

## Resultaten in voornaamste wedstrijden
| Jaar | Ronde van Italië | Ronde van Frankrijk | Ronde van Spanje |
| ---- | ---------------- | ------------------- | ---------------- |
| 1960 |                  | 38e                 |                  |
| 1961 |                  | 24e                 |                  |

| Jaar | Ronde van Lombardije |
| ---- | -------------------- |
| 1960 | 77e                  |
| 1961 |                      |